# Milenka Pirnat
Milena Pirnat detta Milenka (1950) è un'ex sciatrice alpina slovena che gareggiò per la nazionale jugoslava.

## Biografia
Milena Pirnat, sciatrice polivalente con maggior propensione alle prove tecniche, debuttò in campo internazionale in occasione del trofeo Zlata lisica 1967, disputato il 22-23 gennaio a Maribor; nelle stagioni successivi partecipò alle gare di Coppa del Mondo disputate a Maribor, circuito nel quale esordì il 17 gennaio 1970 in slalom gigante (54ª) e prese per l'ultima volta il via il 7 gennaio 1972 nella medesima specialità (45ª, suo miglior risultato nonché ultimo piazzamento agonistico). Non prese parte a rassegne olimpiche o iridate.

## Palmarès

### Campionati jugoslavi
- 5 ori (discesa libera, combinata nel 1969; slalom speciale, combinata nel 1970; slalom speciale nel 1971)[1]